# Friedrich Pecht

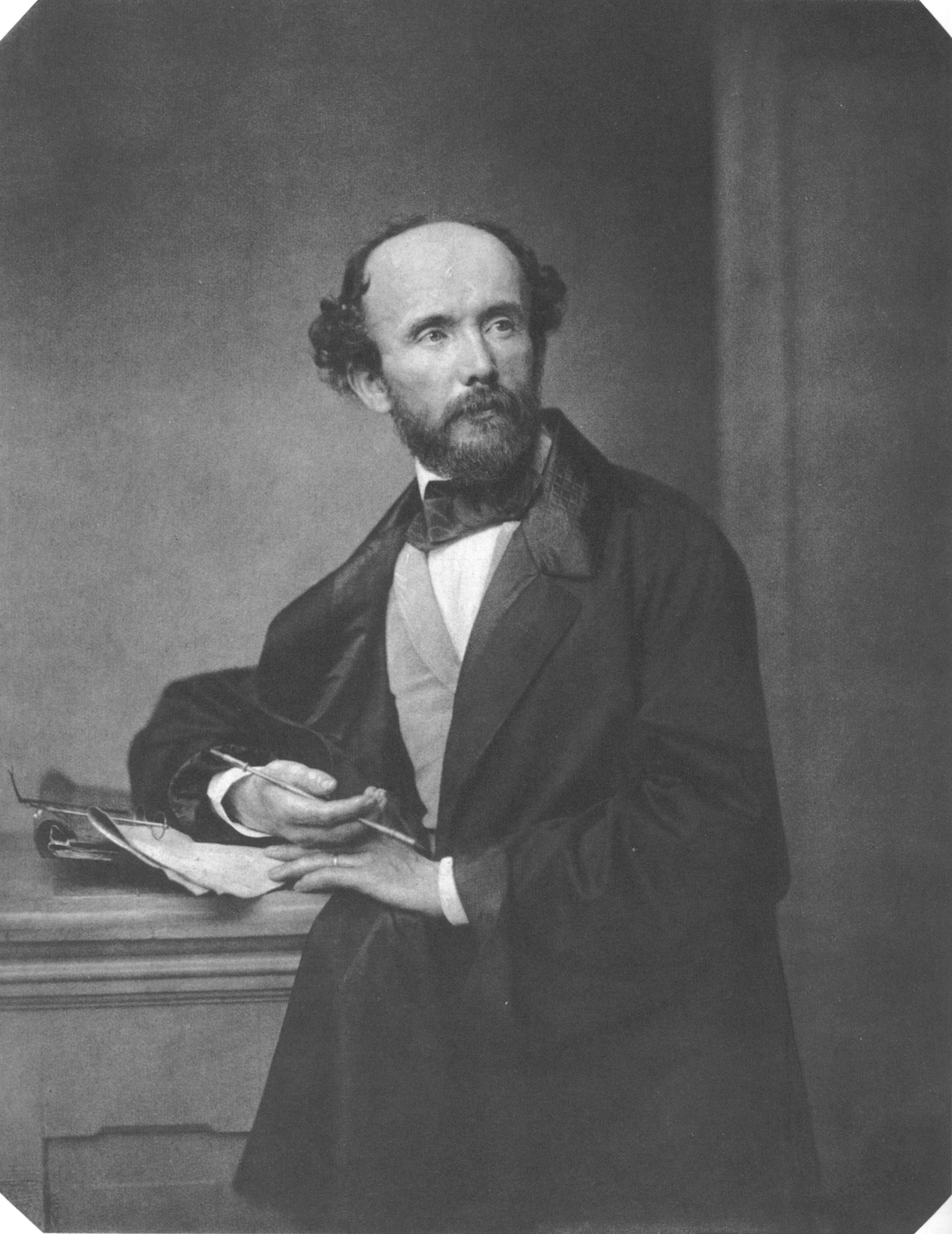
Friedrich Pecht, 1857

August Friedrich Pecht (* 2. Oktober 1814 in Konstanz; † 24. April 1903 in München) war ein deutscher Historien- und Porträtmaler, Lithograf und  Kunstschriftsteller.

## Leben
Pecht stammt aus der Ehe zwischen dem Lithographen Johann Andreas Pecht (1774–1852) und dessen Ehefrau Susanna Gänsli. Von seinem Vater erhielt er seinen ersten künstlerischen Unterricht und ließ sich ebenfalls zum Lithografen ausbilden. Mit 19 Jahren wurde Pecht 1833 Schüler der königlichen Kunstakademie in München. Dort schloss er sich schon bald Peter Hess, Julius Schnorr von Carolsfeld und dem Bildhauer Konrad Eberhard an.
1833 wurde Pecht in München Assistent von Franz Hanfstaengl und ging mit ihm 1835 nach Dresden. Durch den Unterricht der Akademie wechselte Pecht später aber von der Lithografie zur Malerei. Nach seinen anfänglichen Erfolgen in der Porträtzeichnerei nahm ihn 1839 der Maler Paul Delaroche in Paris für zwei Jahre in seinem Atelier auf. Im selben Jahr wurde er in die Leipziger Freimaurerloge Minerva zu den drei Palmen aufgenommen.

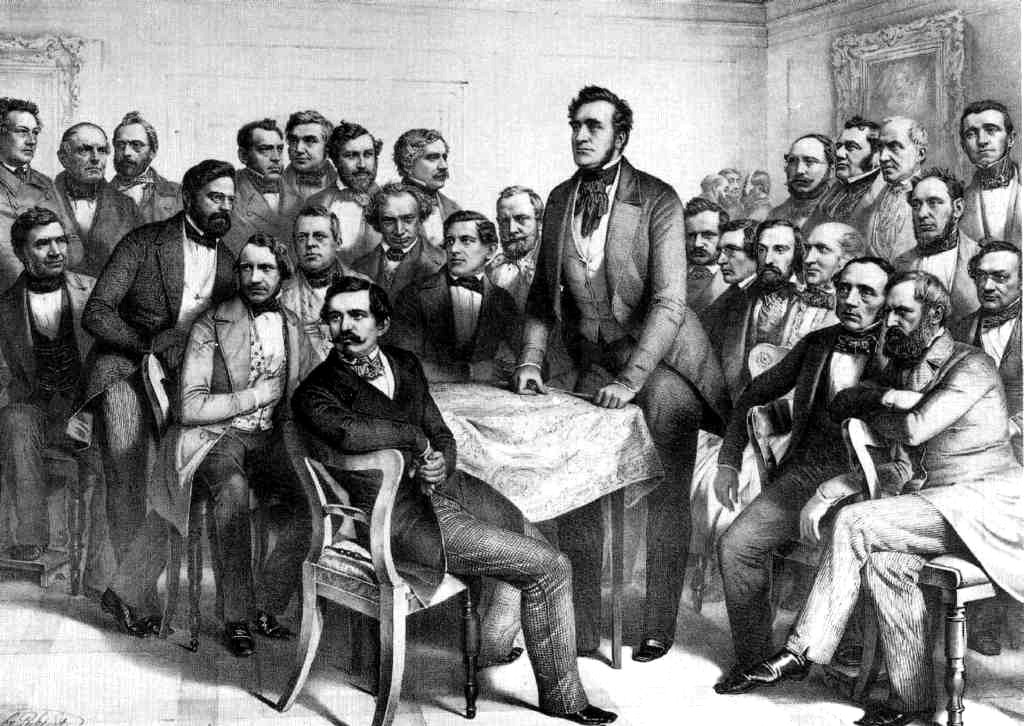
Lithographie Club de Casino, 1849

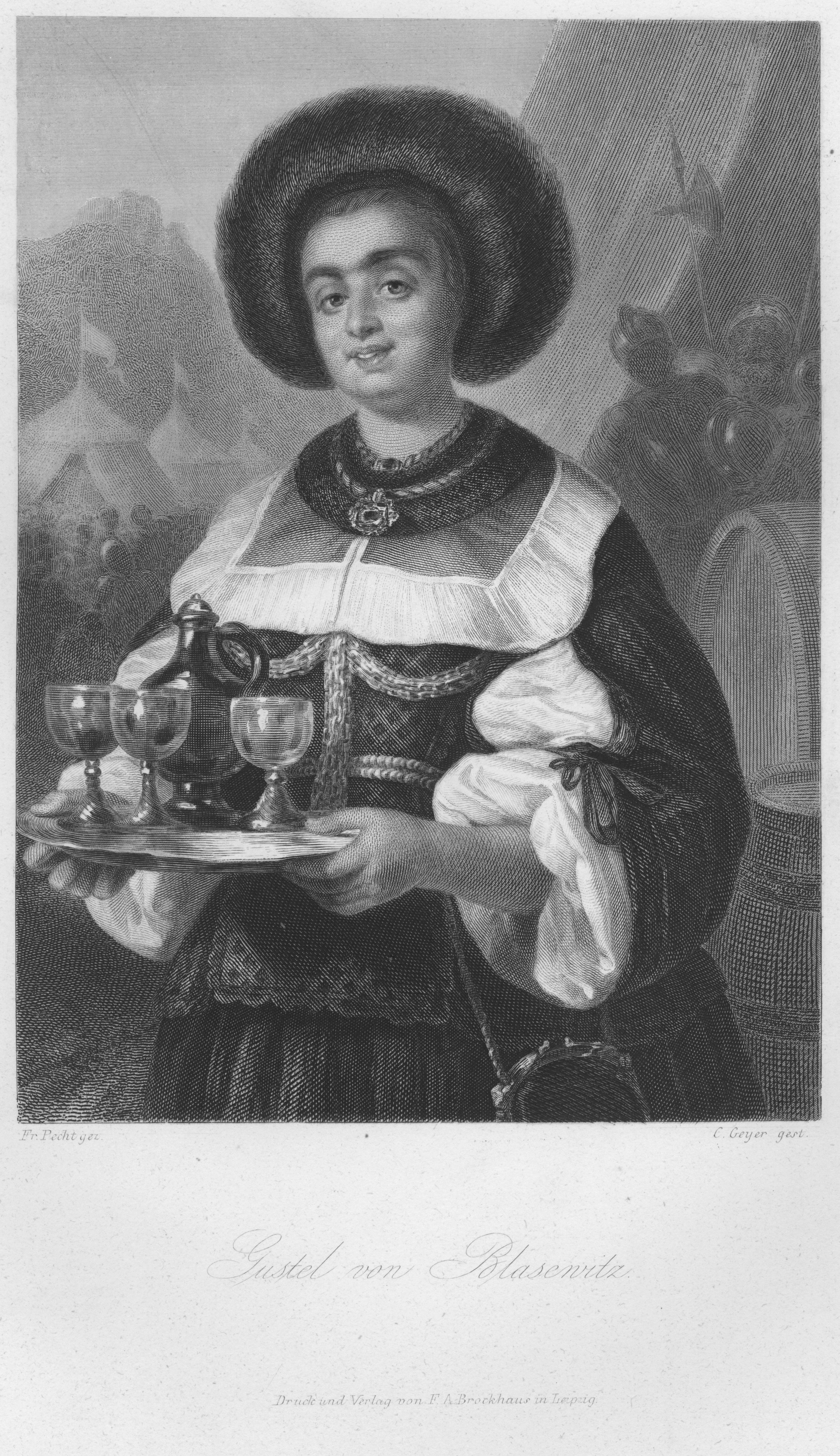
„Was? der Blitz!
Das ist ja die Gustel aus Blasewitz!“
in Wallensteins Lager (Schiller-Galerie);
Stahlstich von Conrad Geyer nach Pecht, um 1859

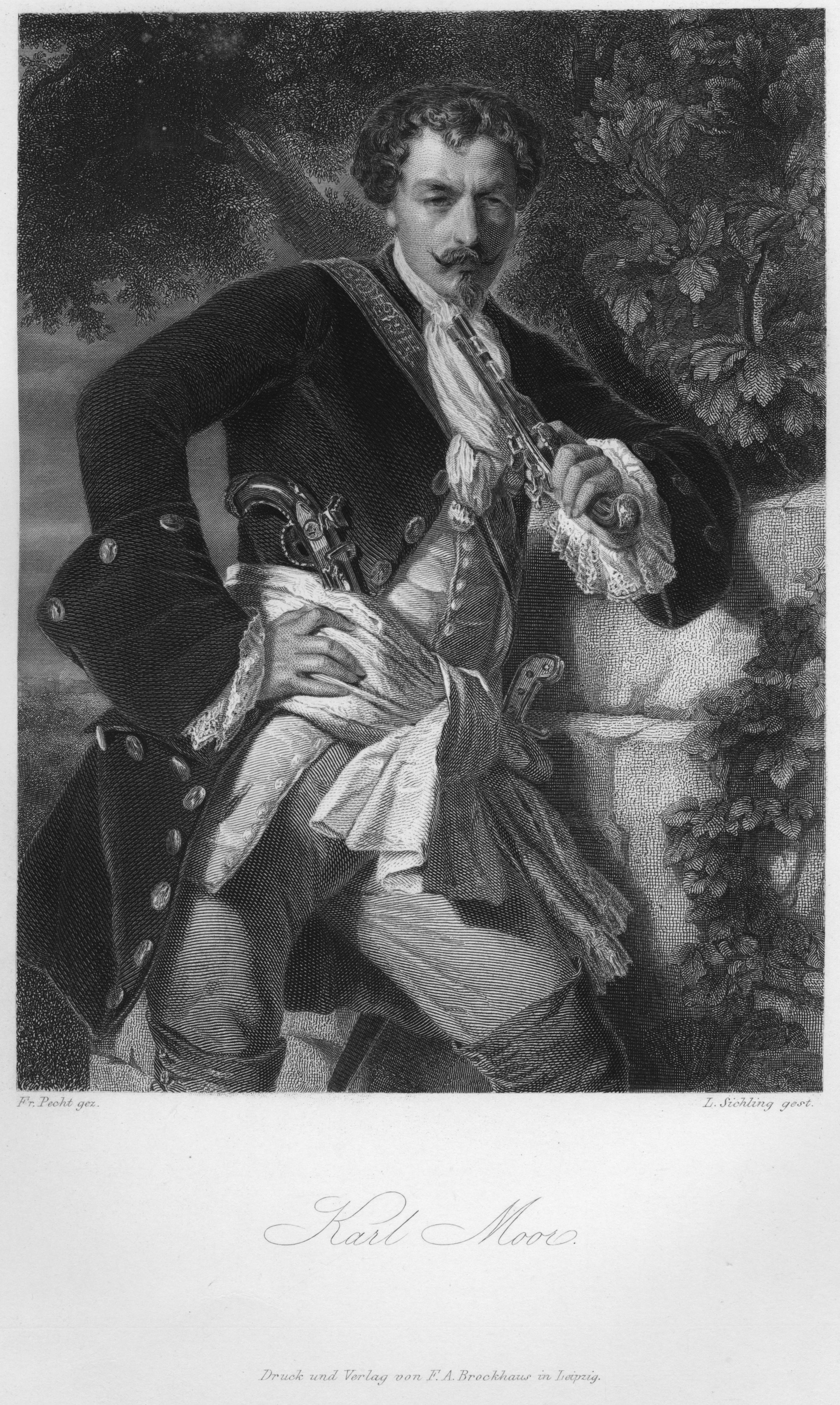
Karl Moor aus Die Räuber;
Stich von Sichling nach Pecht, Schiller-Galerie

1841 kehrte Pecht wieder nach München zurück und ließ sich dort als freischaffender Maler nieder. Bis 1844 lebte er abwechselnd dort und in Konstanz. Die Jahre 1844 bis 1847 verbrachte Pecht in Leipzig und Dresden. Zwischen 1835 und 1850 schloss Pecht Bekanntschaft mit Gustav Freytag, Heinrich Heine, Heinrich Laube, Gottfried Semper, Richard Wagner u. v. a.
1852 heiratete Pecht in Ulm Clothilde Clementine, eine Tochter des württembergischen Finanzrats Joseph von Vogel. Mit ihr hatte er eine Tochter.
Die Jahre 1851 bis 1852 und nochmal 1853 bis 1854 verbrachte Pecht in Italien. In Venedig lernte er John Ruskin (1819–1900) kennen, der mit der Fertigstellung der Stones of Venice beschäftigt war. Auf beiden Reisen verbrachte er längere Zeit auch in Rom, um die Antike zu studieren. Als er 1854 nach Deutschland zurückkam, ließ er sich für den Rest seines Lebens in München nieder. Dort entstanden seine z. T. großformatigen Ölbilder aus dem Leben Johann Wolfgang von Goethes und Friedrich Schillers; größtenteils als Auftragsarbeiten des Großherzogs von Baden Leopold. Daneben schuf Pecht auch zusammen mit Arthur von Ramberg Illustrationen zu deutschen Klassikern, u. a. Schiller-Galerie, Goethe-Galerie und Lessing-Galerie. Zur Shakespeare-Galerie, welche u. a. von Max Adamo geschaffen worden war, verfasste Pecht die Texte und debütierte damit als sachkundiger Kunstschriftsteller.
Pecht wurde in diesen Jahren auch beauftragt, mit mehreren monumentalen Werken einen Saal des Münchner Maximilianeums neu zu gestalten. In zwölf Bildern zeigte Pecht verdienstvolle Feldherren und Staatsmänner aus der bayerischen Geschichte. Zusammen mit seinem Kollegen Fritz Schwörer, den er aus seiner Zeit an der Akademie her kannte, wurde Pecht von der Stadt Konstanz beauftragt, den großen Saal des Konstanzer Konzilgebäudes auszuschmücken. Auch hier griff Pecht die Geschichte der Stadt auf und stellte u. a. die Wahl von Papst Martin V. von 1417 dar.

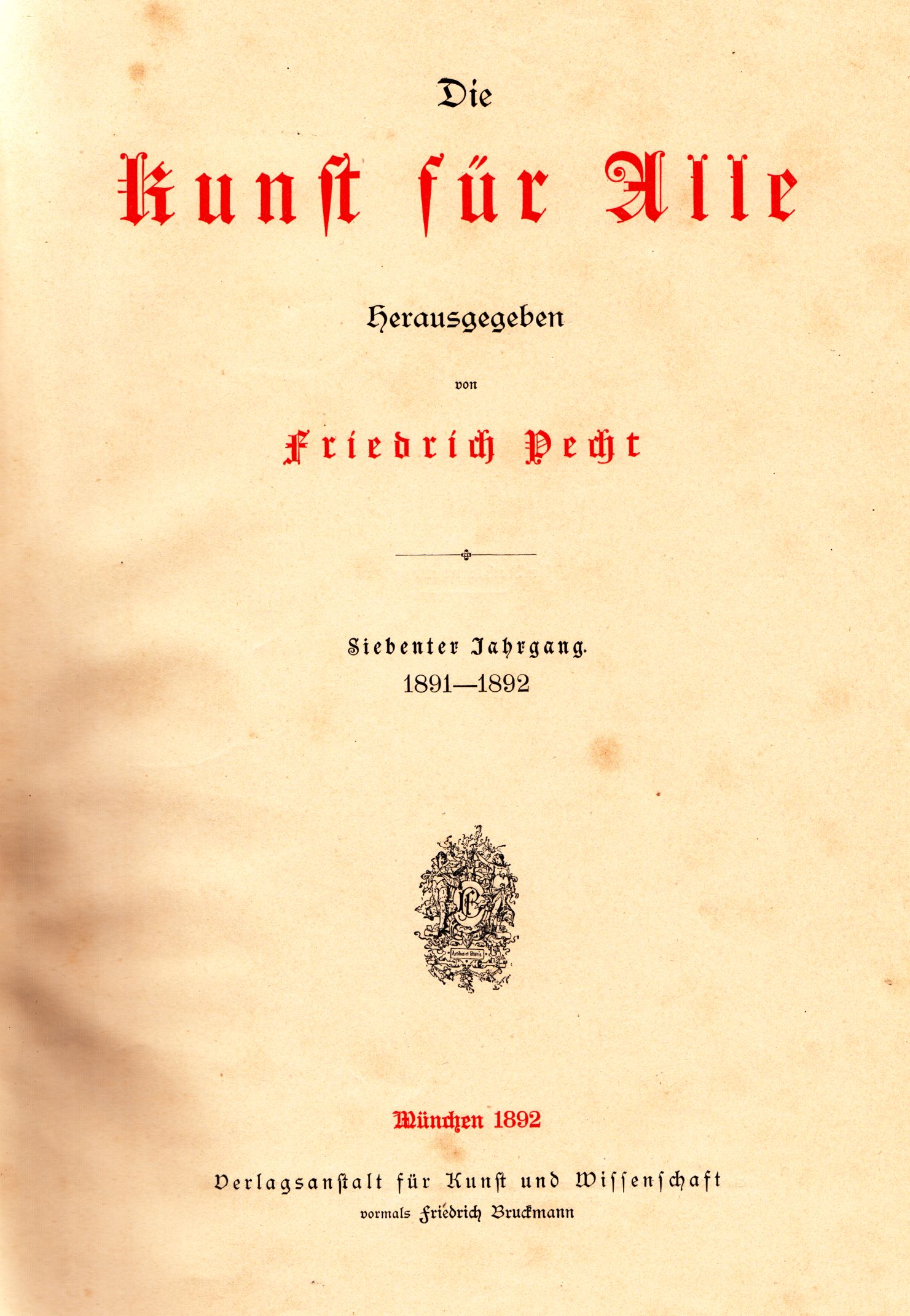
Titelblatt Die Kunst für alle, herausgegeben von Friedrich Pecht, 1891/92

Ab ungefähr 1854 arbeitete Pecht fast ausschließlich als Redakteur für das Kunstressort der Augsburger Allgemeinen Zeitung in München. Für diese berichtete er nicht nur für die erste allgemein-deutsche-Industrieausstellung im neuerbauten Münchner Glaspalast (1854), sondern im Weiteren auch exklusiv von den Weltausstellungen in Paris (1867, 1868, 1889) und 1873 in Wien.
1874 starb seine Ehefrau, und ab diesem Zeitpunkt führte ihm seine Tochter seinen Haushalt.
1885 betraute man Pecht mit der Leitung der Zeitschrift Die Kunst für Alle. Daneben veröffentlichte Pecht in verschiedenen Tageszeitungen (u. a. Süddeutsche Presse (München), Neue Presse (Wien), Tägliche Rundschau (Berlin)) zu allen möglichen Themen die Kunst betreffend insgesamt weit über 1500 Artikel. Grundsätzlich war Pecht ein Vertreter der konservativen Richtung; aber ab 1870/71 zum Deutsch-Französischen Krieg wurden Pechts Artikel zu Zeugnissen des deutschen Nationalbewusstseins.

## Bilder
- Schiller-Galerie Charaktere aus Schillers Werken. Gezeichnet von Friedrich Pecht und Arthur von Ramberg. Fünfzig Blätter in Stahlstich mit erläuterndem Texte von Friedrich Pecht.[3]
- Goethe-Galerie. Charaktere aus Goethes Werken. Gezeichnet von Friedrich Pecht und Arthur von Ramberg Charaktere aus Goethes Werken.[4]
- 1863 erschien Pechts Zeichnung des Ignaz Heinrich von Wessenberg In: Die Gartenlaube.[5]
- Lessing-Galerie. Charaktere aus Lessings Werken.[6]
- Shakespeare-Galerie. Charaktere und Scenen aus Shakespeareʹs Dramen / mit erläuterndem Texte von Friedrich Pecht. Gezeichnet von Max Adamo, Heinrich Hofmann, Hanns Makart, Friedrich Pecht, Fritz Schwoerer, August und Heinrich Spieß. 36 Blätter in Stahlstich von Georg Goldberg, Alfred Krauße, Tobias Bauer u. a.[7]

## Veröffentlichungen
- Südfrüchte. Skizzen eines Malers. Weber, Leipzig, 1854
  1. Venedig – Rom
  2. Neapel – Florenz
- (Mitautor): Historisch-topographisches-artistisches Reisehandbuch für die Besucher der Lagunenstadt. Literarisch-Artistische-Abtheilung des Österreichischen Lloyd, Triest 1857, 2. (1857) und 3. Auflage (1862).
- Sechs Monate in Rom. Leipzig, J. J. Weber, 1859 (= Weber’s Illustr. Reisebibl. Serie II, XVII).
- Österreichischer Lloyd (Literarisch-artistische Abtheilung): Venedigs Kunstschätze. Triest 1860.
- Kunst und Kunstindustrie auf der Weltausstellung von 1867. Brockhaus, Leipzig 1867. (Digitalisat)
- Kunst und Kunstindustrie auf der Wiener Weltausstellung 1873. Cotta, Stuttgart 1873.
- Kunst und Kunstindustrie auf der Pariser Weltausstellung 1878. Cotta, Stuttgart 1878.
- Deutsche Künstler des 19. Jahrhunderts. Studien und Erinnerungen. Beck, Nördlingen 1877–84 (4 Bände).
- Geschichte der Münchener Kunst im 19. Jahrhundert. Verlagsanstalt für Kunst und Wissenschaft, München 1888 (uni-heidelberg.de Digitalisat).
- Aus meiner Zeit. Lebenserinnerungen. Verlagsanstalt für Kunst und Wissenschaft, München 1894.
- Franz Winterhalter. In: Badische Biographien. Heidelberg 1875, S. 510–517 (blb-karlsruhe.de Digitalisat).

Friedrich Pecht verfasste auch mehrere Beiträge für die Allgemeine Deutsche Biographie, darunter den Artikel zu dem Landschaftsmaler Ernst Fries.